# Герб Новоторъяльского района
Герб муниципального образования «Новоторъяльский муниципальный район» является официальным опознавательно-правовым знаком муниципального образования «Новоторъяльский муниципальный район» Республики Марий Эл, символом его суверенитета и достоинства, представительского статуса, единства его территории и прав, исторического значения.
Ныне действующий герб утверждён 28 декабря 2005 года Решением Собрания депутатов муниципального образования.

## Описание герба
В лазоревом поле серебряная утка с распростертыми крыльями, золотым клювом, черным глазом и желтыми лапами, сидящая на возникающей серебряной конской дуге с золотым колокольчиком с червленым язычком, украшенной червленым орнаментом, сопровождаемая в оконечности серебряной выгнутой рыбой с золотым глазом и плавниками.
Серебро (белый цвет) выступает как символ простоты, ясности, совершенства, чистоты, мудрости, мира и благородства. Белый — наиболее почитаемый цвет в традиционной культуре народа мари.
Лазоревый цвет — символ чести и славы, искренности и истины. Символ, возвышенных устремлений и просвещения.
Серебряная утка — финно-угорский космогонический символ мироздания и воплощения Создателя, выступает как традиционный символ самобытной культуры народа мари северо-западной стороны Марий Эл. В гербе несет значение символа-оберега района.
Серебряная конская дуга с колокольчиком симвозилирует созидательный труд, а также торговый путь, проходящий по территории района. Марийский орнамент, украшающий дугу, обозначает бережное отношение к культурному наследию.

Рыба в оконечности щита символизирует районный рыбный промысел".— Текст положения о гербе

## История
8 октября 2001 года была утверждена эмблема района, утратившая силу 28 декабря 2005 года.